# Gabriel Piroird

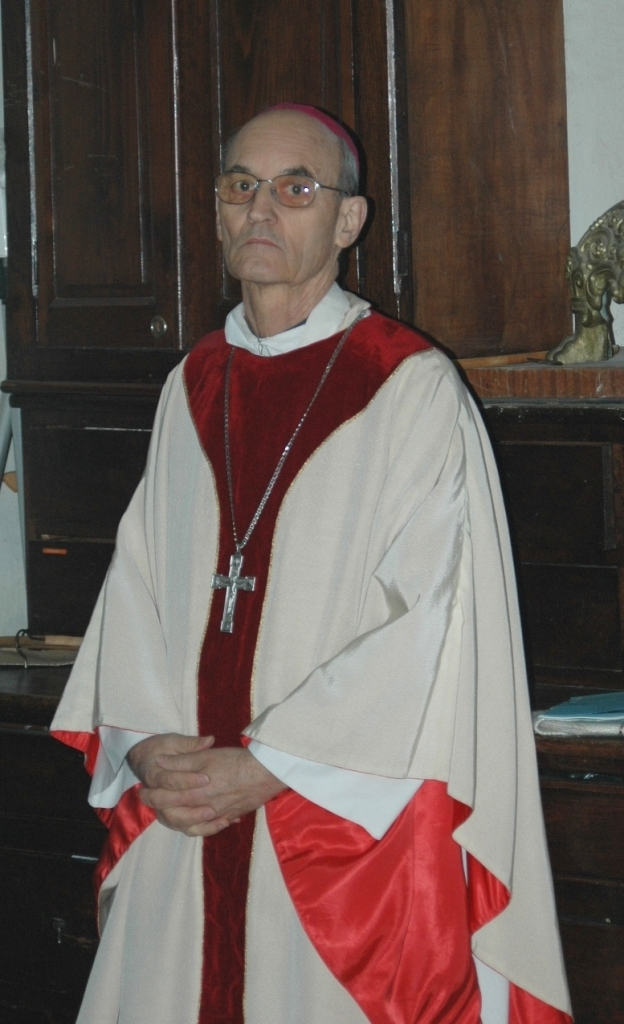
Bischof Gabriel Piroird

Gabriel Jules Joseph Piroird IdP (* 5. Oktober 1932 in Lyon; † 3. April 2019 in Lyon-Ecully) war ein französischer Geistlicher und römisch-katholischer Bischof von Constantine in Algerien.

## Leben
Gabriel Piroird trat in das Säkularinstitut Istituto del Prado ein und empfing am 27. Juni 1964 die Priesterweihe. Seit 1969 war er in Algerien als Priester in Bejaia und Kabylei, zudem als Hydraulikingenieur, tätig.
Papst Johannes Paul II. ernannte ihn am 25. März 1983 zum Bischof von Constantine. Der emeritierte Bischof von Constantine, Jean Baptiste Joseph Scotto, spendete ihm am 3. Juni desselben Jahres die Bischofsweihe; Mitkonsekratoren waren Sabin-Marie Saint-Gaudens, Bischof von Agen, und Henri Teissier, Koadjutorerzbischof von Algier.
Am 21. November 2008 nahm Papst Benedikt XVI. sein aus Altersgründen vorgebrachtes Rücktrittsgesuch an.

## Schriften
- Servir l'oeuvre de Dieu en Algérie. Parole et Silence, 2009, ISBN 978-2-84573-819-5.